# Juventus (folyóirat, 1928–1939)
A Juventus a román sajtóban megjelent nemzetiségi vonatkozású cikkek és hírek magyar nyelvű kolozsvári szemléje volt. 1928. április 3. és 1939. október 17. között jelent meg Kolozsvárt Sulyok István szerkesztésében. Munkatársai közt volt Gyallay-Pap Zsigmond, Tollas Béla, Ştefan Micle, Moldován János és Demeter János. A Juventus a román anyagot kommentár nélkül közölte vagy kivonatolta, s forrásul szolgált az Erdélyi Magyar Évkönyv 1918–1929 (Kolozsvár, 1930) számára.